# Lluvias torrenciales de Hokkaidō de agosto de 2016
Las lluvias torrenciales de Hokkaidō de agosto de 2016 (平成28年8月北海道豪雨 Heisei 28-nen 8-gatsu Hokkaidō Gōu?,  «Lluvias torrenciales de Hokkaidō de agosto del año Heisei 28») es el nombre común de las lluvias torrenciales causadas por cuatro tifones que tocaron tierra o se acercaron a Hokkaidō entre el 7 y el 30 de agosto de 2016, estimulando un sistema frontal. No es un fenómeno meteorológico nombrado por la Agencia Meteorológica de Japón (JMA), pero es utilizado a menudo por organismos gubernamentales como la Oficina de Desarrollo de Hokkaidō y el Instituto de Investigación de Obras Públicas del Ministerio de Tierra, Infraestructura, Transporte y Turismo, así como por sociedades académicas.

## Descripción
Durante la semana del 17 al 23 de agosto, los tifones 7, 11 y 9 azotaron Hokkaidō uno tras otro, provocando inundaciones fluviales y corrimientos de tierra debido a las fuertes lluvias, principalmente en el este del país. Además, el n.º 10, que tenía un curso peculiar, se desplazó desde el Océano Pacífico hacia el noroeste y se acercó a Hokkaidō, estimulando el sistema frontal y provocando de nuevo fuertes lluvias a partir del 29 de agosto, lo que causó frecuentes crecidas de los ríos en los sistemas fluviales de la Tokachi e Ishikari y otras zonas, causando graves daños. Hasta el 11 de octubre, 4 personas habían muerto, 2 estaban desaparecidas, 29 casas estaban completamente destruidas, 273 estaban inundadas por encima del nivel del suelo y 989 estaban inundadas por debajo del nivel del suelo. Se abrieron 687 centros de evacuación y 11 176 personas fueron evacuadas.